# Inchofer Menyhért
Inchofer Menyhért (Kőszeg (Vas-megye), 1584. – Milánó, 1648. szeptember 28.) Jézus-társasági áldozópap, történész. 

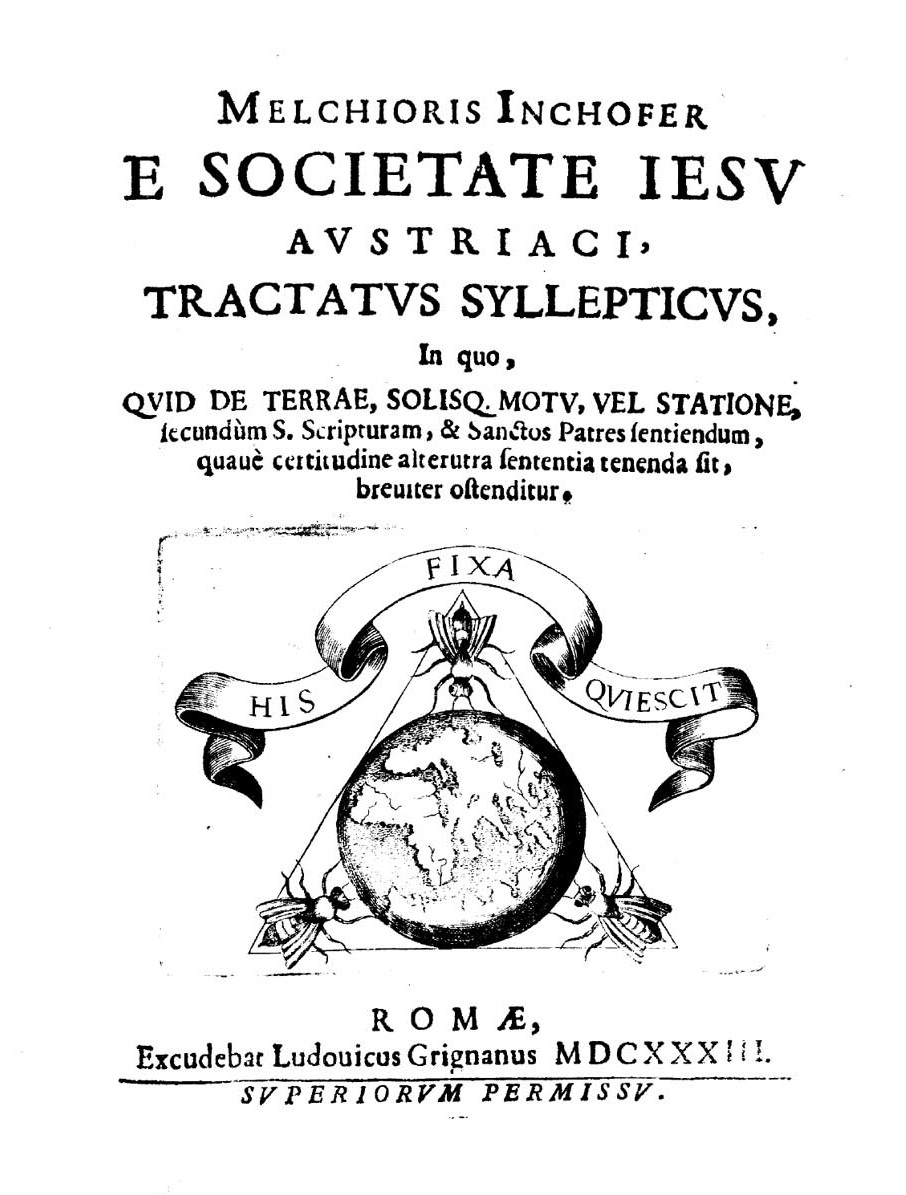
Tractatus syllepticus, 1633

## Élete
1607-ben a Jézus-társaság novíciusai közé vették fel. Miután a próbaéveket kiállotta és tanulmányait befejezte, Messinában mint tanár nyert alkalmazást. Később elöljárói Rómába helyezték át. Itt határozta el, hogy hazája egyháztörténetét nagyobb szabású műben megírja, melynek befejezésében azonban halála megakadályozta. A főkegyúri jog eredetéről úgy vélekedet, hogy II. Szilveszter pápa adományozta azt a magyar királynak.
Több munkát írt, melyek mind külföldön jelentek meg és hazánkat nem illetik.

## Főbb munkája
- Annales ecclesiastici regni Hungariae. Roma, 1644. (I. kötet négy részben, mely 1059-ig terjed. Pozsony, 1795-97. Négy kötetben).

Kéziratai a Magyar Nemzeti Múzeum kézirattárban: Residua scripta Annalium Ecclesiasticorum Regni Hungariae. Pars I; 4rét 173 levél; Literae ad Cyprianum Hochperger et Emericum Nagy Paulinos prov. Hung. A. 1646-1648.